# 地上より永遠に (テレビドラマ)
『地上より永遠に』（ここよりとわに、原題：From Here to Eternity）は、アメリカで製作されたテレビ映画であり、ジェームズ・ジョーンズの小説、およびその映画化である1953年の同名映画をリメイクした作品。NBCにて1979年2月14日、21日、28日に3部構成で放送された。1980年には本作を基にしたスピンオフシリーズも制作されている。
主演のナタリー・ウッドは本作の演技が評価され、1980年の第37回ゴールデングローブ賞で最優秀女優賞（ドラマ部門）を受賞した。
日本では、テレビ神奈川にて1981年12月1日に初放送された。

## キャスト
※括弧内は日本語吹替（テレビ版）
- カレン・ホームズ：ナタリー・ウッド（小沢左生子）
- ミルトン・ウォーデン曹長：ウィリアム・ディベイン（森川公也）
- ロバート・E・リー・プルーイット：スティーブ・レイルズバック（小川真司）
- ダナ・ホームズ中隊長：ロイ・シネス（金内吉男）
- アンジェロ・マジオ：ジョー・パントリアーノ（井上真樹夫）
- ロリーン・ロジャース：キム・ベイシンガー（芝田清子）
- ファツォー・ジャドソン：ピーター・ボイル（島宇志夫）
- チイニー伍長：ウィル・サンプソン（村松康雄）
- バーニー・スレーター将軍：アンディ・グリフィス
- ルイス伍長：クリストファー・マーニー（井口成人）
- プリーム軍曹：ケネス・ホワイト（小出和明）

## スタッフ
- 監督：バズ・キューリック
- 製作：ハーヴ・ベネット
- 原作：ジェームズ・ジョーンズ
- 脚本：ドン・マクガイア、ハロルド・ガスト
- 撮影：ジェラルド・ペリー・フィンナーマン
- 音楽：ウォルター・シャーフ